# Planetary and Space Science Centre

Planetary and Space Science Centre ou PASSC est un centre canadien regroupant scientifiques et ingénieurs impliqués dans la recherche sur la géologie planétaire, les technologies d'exploration spatiale, et les applications associées. Le centre a été ouvert en 2001 par l'Université du Nouveau-Brunswick, et était le premier centre de ce genre au Canada.

## Histoire
Créé en 2001 par l'Université du Nouveau-Brunswick, le centre était à cette date le premier du genre au Canada. En mai 2014, le directeur du centre est John Spray.

## Principaux projets
Le centre maintient quatre projets principaux:
- Un programme de recherche planétaire.
- La base de données Earth Impact Database, une collection d'images, de médias et de publications à propos de collisions confirmés de structures avec la Terre.
- Le Regional and Planetary Image Facility, un diffuseur agréé de données de la NASA (cartes, images satellites et données).
- Le High-speed impact and ballistics, un laboratoire balistique.